# Kuwejt na Mistrzostwach Świata w Lekkoatletyce 2019
Kuwejt na Mistrzostwach Świata w Lekkoatletyce 2019 – reprezentacja Malezji podczas mistrzostw świata w Doha liczyła dwóch zawodników.

## Skład reprezentacji

### Mężczyźni
| Zawodnik                | Konkurencja                | Eliminacje | Eliminacje | Półfinał | Półfinał | Finał | Finał   |
| Zawodnik                | Konkurencja                | Wynik      | Pozycja    | Wynik    | Pozycja  | Wynik | Pozycja |
| ----------------------- | -------------------------- | ---------- | ---------- | -------- | -------- | ----- | ------- |
| Yousef Karam            | Bieg na 400 m              | 45.74      | 21. q      | DNF      | DNF      | DNQ   | DNQ     |
| Yaqoub Mohamed Al-Youha | Bieg na 110 m przez płotki | 13.43      | 11. Q      | 13.57    | 15.      | DNQ   | DNQ     |